# Erling Nielsen
Erling Nielsen (Odense, 1935. január 2. – 1996. szeptember 15.) dán válogatott labdarúgó. 
A dán válogatott tagjaként részt vett az 1964-es Európa-bajnokságon.

## Sikerei, díjai
B 1909
- Dán bajnok (2): 1959, 1964
- Dán kupa (1): 1962